# Геббельс, Хайнер
Хайнер Геббельс (нем. Heiner Goebbels; род. 17 августа 1952, Нойштадт-ан-дер-Вайнштрасе, Рейнланд-Пфальц) — немецкий композитор, музыкант, режиссёр музыкального театра, театральный педагог.

## Биография
С 1972 изучал социологию и музыку во Фрайбурге и Франкфурте. Играл в различных музыкальных ансамблях, писал музыку для театра и радио. С 1980-х годов выступает как режиссёр, ставит собственные сочинения для музыкального театра, развивая жанр сценического концерта. В театре (и, в частности, в музыкальном театре) ему близка линия Брехта, Эйслера, Хайнера Мюллера.
Художественный директор театрально-музыкального фестиваля Ruhrtriennale (2012—2014). Преподает в Гиссенском университете и European Graduate School в Зас-Фе (Швейцария).

## Сочинения и постановки
- Verkommenes Ufer, пьеса для радио (1984)
- Der Mann im Fahrstuhl, сценический концерт (1987)
- Волоколамское шоссе I—V, аудиопьеса (1989)
- Казино Ньютона (1990)
- Освобождение Прометея, сценический концерт (1991)
- Roemische Hunde, музыкальный театр (1991)
- Herakles 2 для ансамбля (1991)
- La Jalousie для ансамбля (1992)
- Ou bien le débarquement désastreux, музыкальный театр (1993)
- Суррогатные города, для большого оркестра, чтеца, меццо-сопрано и семплера, на тексты Пола Остера, Хайнера Мюллера и др. (1994, номинация на Грэмми)
- Die Wiederholung / The Repetition, музыкальный театр (1995)
- Черное на белом, для восемнадцати музыкантов модерн-ансамбля (1996)
- Industry and Idleness для оркестра (1996)
- Макс Блэк, музыкальный театр (1998)
- Eislermaterial (1998, номинация на Грэмми)
- Walden для большого оркестра (1998)
- Хаширигаки, музыкальный театр (2000)
- …meme soir, сценический концерт (2000)
- Landschaft mit entfernten Verwandten, опера (2002)
- Из дневника для большого оркестра (2003)
- Eraritjaritjaka — museé des phrases, музыкальный театр (2004)
- Songs of Wars I have seen, сценический концерт по текстам Гертруды Стайн (2007)
- Вещь Штифтера, музыкальный театр (2007)
- I went to the house but did not enter, сценический концерт в трех картинах (2008)

## Признание
Член Берлинской академии искусств, Вестфальской академии наук, почетный доктор Birmingham City University. В 2001 был удостоен в Таормине премии Европа — театру в номинации Новая театральная реальность. Премия немецкой критики (2003), Международного института театра (2006) (2008), Международная премия Ибсена (2012), премия Карла Орфа (2013) и многие другие награды.